# Alessandro Tiarini
Alessandro Tiarini, italijanski baročni slikar, * 1577, Bologna, † 1668.
Tiarini je bil pripadnik bolognske šole, ki se je učil pri Prosperu Fontani in Bartolomeu Cesiju.